# Serie A (Italia) 1975-76
La Serie A 1975–76 fue la 74.ª edición del campeonato de fútbol de más alto nivel en Italia y la 44.ª bajo el formato de grupo único. Torino ganó su 7º scudetto.

## Equipos participantes
| Equipo         | Ciudad        | Estadio                      |
| -------------- | ------------- | ---------------------------- |
| Ascoli         | Ascoli Piceno | Cino e Lillo Del Duca        |
| Bologna        | Bolonia       | Comunale de Bolonia          |
| Cagliari       | Cagliari      | Sant'Elia                    |
| Cesena         | Cesena        | La Fiorita                   |
| Como           | Como          | Giuseppe Sinigaglia          |
| Fiorentina     | Florencia     | Comunale de Florencia        |
| Internazionale | Milán         | San Siro                     |
| Juventus       | Turín         | Comunale de Turín            |
| Lazio          | Roma          | Olímpico de Roma             |
| Milan          | Milán         | San Siro                     |
| Napoli         | Nápoles       | San Paolo                    |
| Perugia        | Perugia       | Comunale de Pian di Massiano |
| Roma           | Roma          | Olímpico de Roma             |
| Sampdoria      | Génova        | Luigi Ferraris               |
| Torino         | Turín         | Comunale de Turín            |
| Verona         | Verona        | Marcantonio Bentegodi        |

## Clasificación
| Pos. | Equipo         | Pts. | PJ | G  | E  | P  | GF | GC | Dif. | Clasificación                                |
| ---- | -------------- | ---- | -- | -- | -- | -- | -- | -- | ---- | -------------------------------------------- |
| 1    | Torino (C)     | 45   | 30 | 18 | 9  | 3  | 49 | 22 | +27  | Clasificado a la Copa de Campeones de Europa |
| 2    | Juventus       | 43   | 30 | 18 | 7  | 5  | 46 | 26 | +20  | Clasificado a la Copa de la UEFA             |
| 3    | Milan          | 38   | 30 | 15 | 8  | 7  | 42 | 28 | +14  | Clasificado a la Copa de la UEFA             |
| 4    | Internazionale | 37   | 30 | 14 | 9  | 7  | 36 | 28 | +8   | Clasificado a la Copa de la UEFA             |
| 5    | Napoli         | 36   | 30 | 13 | 10 | 7  | 40 | 27 | +13  | Clasificado a la Recopa de Europa            |
| 6    | Cesena         | 32   | 30 | 9  | 14 | 7  | 39 | 35 | +4   | Clasificado a la Copa de la UEFA             |
| 7    | Bologna        | 32   | 30 | 9  | 14 | 7  | 32 | 32 | 0    |                                              |
| 8    | Perugia        | 31   | 30 | 10 | 11 | 9  | 31 | 34 | −3   |                                              |
| 9    | Fiorentina     | 27   | 30 | 9  | 9  | 12 | 39 | 39 | 0    |                                              |
| 10   | Roma           | 25   | 30 | 6  | 13 | 11 | 25 | 31 | −6   |                                              |
| 11   | Verona         | 24   | 30 | 8  | 8  | 14 | 35 | 46 | −11  |                                              |
| 12   | Sampdoria      | 24   | 30 | 8  | 8  | 14 | 21 | 32 | −11  |                                              |
| 13   | Lazio          | 23   | 30 | 6  | 11 | 13 | 35 | 40 | −5   |                                              |
| 14   | Ascoli (D)     | 23   | 30 | 4  | 15 | 11 | 19 | 34 | −15  | Descenso a Serie B                           |
| 15   | Como (D)       | 21   | 30 | 5  | 11 | 14 | 28 | 36 | −8   | Descenso a Serie B                           |
| 16   | Cagliari (D)   | 19   | 30 | 5  | 9  | 16 | 25 | 52 | −27  | Descenso a Serie B                           |

 Fuente: BDFutbol
|           |
| Campeón   |
| Torino    |
| 7º título |

## Resultados
| Local \ Visitante | ASC | BOL | CAG | CES | COM | FIO | INT | JUV | LAZ | MIL | NAP | PER | ROM | SAM | TOR | VER |
| ----------------- | --- | --- | --- | --- | --- | --- | --- | --- | --- | --- | --- | --- | --- | --- | --- | --- |
| Ascoli            | —   | 0–0 | 1–1 | 0–0 | 1–1 | 1–0 | 2–0 | 0–3 | 2–1 | 0–1 | 0–0 | 1–2 | 0–0 | 1–1 | 1–1 | 2–0 |
| Bologna           | 1–1 | —   | 0–0 | 5–3 | 1–1 | 1–1 | 1–2 | 1–4 | 1–0 | 1–1 | 2–0 | 1–1 | 2–1 | 1–0 | 1–0 | 0–0 |
| Cagliari          | 0–0 | 1–2 | —   | 1–2 | 1–0 | 2–1 | 0–0 | 0–1 | 2–1 | 1–3 | 1–1 | 0–0 | 1–5 | 5–3 | 0–0 | 0–2 |
| Cesena            | 3–1 | 0–0 | 0–0 | —   | 2–0 | 1–1 | 2–3 | 2–1 | 0–0 | 2–1 | 0–1 | 2–1 | 2–0 | 1–1 | 1–1 | 3–0 |
| Como              | 0–0 | 2–1 | 3–0 | 0–0 | —   | 0–1 | 3–0 | 2–2 | 2–2 | 1–4 | 0–1 | 0–0 | 0–0 | 0–0 | 0–1 | 2–1 |
| Fiorentina        | 0–0 | 1–2 | 3–0 | 3–1 | 0–2 | —   | 0–0 | 1–1 | 4–3 | 0–1 | 1–1 | 3–1 | 2–0 | 0–1 | 0–1 | 2–2 |
| Internazionale    | 3–0 | 1–1 | 1–0 | 0–0 | 2–1 | 1–0 | —   | 1–0 | 1–0 | 0–1 | 2–1 | 2–2 | 2–0 | 2–1 | 1–0 | 3–0 |
| Juventus          | 2–1 | 1–0 | 1–0 | 3–3 | 1–1 | 4–2 | 2–0 | —   | 2–0 | 1–1 | 2–1 | 1–0 | 1–1 | 2–0 | 0–2 | 2–1 |
| Lazio             | 3–1 | 1–1 | 3–0 | 2–2 | 3–2 | 1–2 | 1–1 | 1–2 | —   | 4–0 | 0–1 | 1–0 | 1–1 | 1–1 | 1–1 | 1–1 |
| Milan             | 4–0 | 3–1 | 2–3 | 2–1 | 2–2 | 2–1 | 2–1 | 0–1 | 3–0 | —   | 1–1 | 0–0 | 1–0 | 1–0 | 1–2 | 1–0 |
| Napoli            | 0–0 | 2–2 | 3–1 | 2–0 | 1–0 | 1–2 | 3–1 | 1–1 | 1–0 | 1–0 | —   | 4–0 | 2–1 | 0–0 | 0–0 | 0–1 |
| Perugia           | 1–1 | 1–1 | 4–1 | 1–0 | 2–0 | 2–1 | 1–1 | 1–0 | 2–0 | 0–0 | 2–2 | —   | 0–1 | 0–0 | 2–1 | 1–0 |
| Roma              | 1–1 | 0–0 | 1–1 | 2–2 | 2–1 | 2–2 | 1–1 | 0–1 | 0–0 | 0–0 | 0–3 | 1–2 | —   | 1–0 | 1–1 | 2–0 |
| Sampdoria         | 1–0 | 0–1 | 2–1 | 0–1 | 1–0 | 0–0 | 0–2 | 0–2 | 0–1 | 0–1 | 2–1 | 3–1 | 1–0 | —   | 0–0 | 2–0 |
| Torino            | 3–1 | 3–1 | 5–1 | 1–1 | 1–0 | 4–3 | 2–1 | 2–0 | 2–1 | 2–1 | 3–1 | 3–0 | 1–0 | 2–0 | —   | 4–2 |
| Verona            | 1–0 | 1–0 | 2–1 | 2–2 | 3–2 | 1–2 | 1–1 | 1–2 | 2–2 | 2–2 | 2–4 | 3–1 | 0–1 | 4–1 | 0–0 | —   |